# 応安の国人一揆
応安の国人一揆（かんのうのこくじんいっき）とは、応安2年/正平24年（1369年）に若狭国で発生した国人一揆。
一色氏は室町幕府の下で九州探題に任ぜられたものの九州の統治に失敗して没落状態にあったが、一色範光の働きで返り咲き、貞治5年/正平21年（1366年）には若狭国守護に任ぜられた。若狭国は長年にわたり守護と国人の対立が続き、観応の擾乱の混乱下で守護代が追放される観応の国人一揆と呼ばれる国人一揆を起こしたこともあった。範光は元幕臣で幡豆小笠原氏出身とも阿波小笠原氏出身とも言われている小笠原長房を守護代として派遣して現地を治めさせた。応安2年/正平24年（1369年）1月、延暦寺領であった遠敷郡阿賀荘の代官を務める延暦寺の子院・金輪院が守護に反抗的であるとして守護代小笠原長房の兵が阿賀荘に派遣されて実力で金輪院を排除した。金輪院の追放後、延暦寺領と関わりが深い若狭の国人たちは団結して守護への反抗を強めるようになった。そうした若狭の国人の中に三方郡山東郷を治める山東氏と同じく山西郷を治める山西氏がいた。小笠原長房は両氏もまた反抗的であるとして両郷に守護使を派遣して両氏を牽制した。
応安3年/建徳元年（1370年）12月30日、守護使を山東氏・山西氏の兵が襲撃し、長くにらみ合いを続けていた守護と国人の全面衝突が発生した。年が明けると小笠原長房は直ちに山東氏・山西氏討伐に乗り出した。だが、それを知った鳥羽氏や宮河氏が山東氏・山西氏の援軍にかけつけるなど、遠敷郡・三方郡の国人が一斉に蜂起した。だが、大飯郡では室町幕府直臣としての地位を確立していた本郷氏や京都の中原氏と縁戚関係にあった和田氏といった守護傘下にない有力な国人が一色氏の盟友的立場で守護方を支援したため全郡が守護方に入り、更に三方郡の三方氏や遠敷郡の多田氏も室町幕府もしくは京都との関係から守護方についた。勿論、この段階に既に一色氏の被官になっていた国人も守護方として参加した。観応の国人一揆の時と異なり、室町幕府が安定し始めた中での今回の国人一揆では、鎌倉時代まで遡れると考えられるこれまでの国人の地縁的・血縁的な団結が機能しなくなりつつあったのである。
一色範光は嫡男である詮範を現地に派遣して小笠原長房とともに鎮圧にあたらせた。応安4年/建徳2年（1371年）5月に遠敷郡野木山に陣を構えた守護方は5月26日に麓の玉置荘に攻め入った一揆方を玉置河原で撃破して壊滅させ、一揆方は総崩れとなって一揆は鎮圧された。
一揆に参加した国人は国外に追われ、その所領は一色氏と守護に味方した国人の間で分割された。前述の通り、守護方の国人の中には既に幕臣化した者もおり、全てが一色氏に従った訳ではないものの、室町幕府ー守護・一色氏の体制に抵抗する存在ではなくなった。以降、一色氏による若狭支配は軌道に乗り始めることになった。